# Mark 46 (核爆弾)
Mark46およびW46はアメリカ合衆国が開発していた核爆弾および核弾頭。ロスアラモス国立研究所が開発していた。実験兵器TX-46として試験されていたが、1958年に開発中止となり、その設計はB53/W53に改良されることとなった。
熱核弾頭であり、Mark 46の直径は37インチ、W46は35-40インチで設計されていた。1958年にハードタックI作戦(Operation Hardtack I)として核実験が行なわれたが、2度は不完全核爆発を起こした。3度目は成功し、8.9Mtの核出力を記録している。
核弾頭としては、PGM-11 レッドストーン弾道ミサイル、SM-62 スナーク巡航ミサイルのほか、B-58爆撃機の搭載兵器とする構想もあった。
| サブスタブ | この項目は、まだ閲覧者の調べものの参照としては役立たない、書きかけの項目です。この項目を加筆・訂正などしてくださる協力者を求めています。このテンプレートは分野別のサブスタブテンプレートやスタブテンプレート（Wikipedia:分野別のスタブテンプレート参照）に変更することが望まれています。 |